# Quei loro incontri
Quei loro incontri è un film del 2006 diretto da Danièle Huillet, al suo ultimo lungometraggio e da Jean-Marie Straub.
Questo film è il sequel di Dalla nube alla resistenza.

## Trama
Il film è ispirato al libro di Cesare Pavese Dialoghi con Leucò.